# Луминишу (Салаж)
Луминишу (рум. Luminișu) насеље је у Румунији у округу Салаж у општини Иљанда. Oпштина се налази на надморској висини од 300 m.

## Становништво
Према подацима из 2002. године у насељу је живело 122 становника, од којих су сви румунске националности.